# Нарасимха-пурана
«Нараси́мха-пура́на» (IAST: Narasiṁha Purāṇa, санскр. नरसिंह पुराण) — священный текст индуизма на санскрите, одна из Пуран, относящихся к категории Упа-пуран. Р. Хазра в своём труде «Studies in the Upapuranas» датирует основной текст «Нарасимха-пураны» концом V века, отмечая, что позднее к нему был добавлен новый материал. Сохранился перевод «Нарасимха-пураны» на язык телугу, сделанный в конце XII века.
В опубликованных изданиях «Нарасимха-пурана» состоит из 68 глав. Восьмая глава представляет собой одну из трёх версий «Яма-гиты» (другие две версии содержатся в «Вишну-пуране» и «Агни-пуране»). В главах с 36 по 54 описываются десять основных аватар Вишну. В главах 21 и 22 приводится генеалогия царей Солнечной и Лунной династий. Главы с 57 по 61 также известны в виде отдельного произведения, «Харита-самхиты» или «Лагхухарита-смрити».